# Thomas Bernhard
Thomas Bernhard (1931 - 1989) fou un poeta, novel·lista i dramaturg en llengua alemanya. Nascut a Heerlen (província de Limburg, els Països Baixos), hom el considera l'escriptor austríac més important de la segona meitat del segle xx.

## Obra
Sovint titllat a Àustria de Nestbeschmutzer («algú que embruta el seu propi niu») pels seus punts de vista crítics, Bernhard va ser molt aclamat a l'estranger.
El seu treball està molt marcat pel sentiment d'abandonament (en la seva infància i joventut) i per la seva malaltia incurable que li va fer veure la mort com l'essència última de l'existència. El seu treball solen ser característics monòlegs solitaris que expliquen, a un oient callat, les seves opinions sobre l'estat del món, sovint amb referència a una situació concreta. És una característica tant del seu teatre com de la prosa.
Els seus principals protagonistes, sovint són acadèmics o, com ell els anomena, Geistesmenschen, denuncien tot el que importa als austríacs en diatribes contra la «població estúpida» que està plena d'injúria. També ataca l'estat (sovint anomenat «catòlic nacionalsocialista»), i les institucions generalment respectades, el Burgtheater de Viena, i artistes de fama. El seu treball també s'ocupa contínuament de l'aïllament i l'autodestrucció de les persones que lluiten per una perfecció inabastable, perfecció que significaria estancament i, conseqüentment, la mort.
Moltes de les seves obres -sobretot Plaça dels Herois (1988)- van topar amb les crítiques de cercles conservadors, que afirmaven que tacaven la reputació d'Àustria. Plaça dels Herois, així com les altres obres que Bernhard va escriure en aquests anys es van representar en el Burgtheater de Viena, famós pel controvertit director Claus Peymann, que va ser criticat sovint per representar obres contemporànies en aquest temple de l'art. Fins i tot mort va causar pertorbació pels seus, com anomenava, «escrits pòstums sobre l'emigració», rebutjant-ne totes les publicacions i posades en escena del seu treball dins de les fronteres d'Àustria. La Fundació Internacional de Thomas Bernhard, establerta pel seu marmessor i mig germà, el Dr. Peter Fabjan, posteriorment n'ha fet excepcions, encara que l'empresa alemanya Suhrkamp segueix sent el seu editor principal.
Relació d'obres (En l'ordre en què es van publicar per primera vegada) 
- Auf der Erde und in der Hölle. (Poemes, 1957)
- Köpfe (Òpera de càmera, 1957). Música: Gerhard Lampersberg.
- In hora mortis. Poemes. (1958)
- Unter dem Eisen des Mondes. (Poemes, 1958)
- Die rosen der einöde. (Ballet amb veus. Música: Gerhard Lampersberg. 1959)
- Die Irren. Die Häftlinge. (1962)
- Der Kulterer. (1962)
- Frost. (Novel·la, 1963)
- Amras. (1964)
- Viktor Halbnarr. Ein Wintermärchen (1966)
- Verstörung. (Novel·la, 1967)
- Prosa. (1967)
- Ungenach. (1968)
- Der Hutmacher. (1968)
- Watten. Ein Nachlaß. (1969)
- Ereignisse. (1969)
- An der Baumgrenze. (1969)
- Das Kalkwerk. (Novel·la, 1970)
- Gehen. (1971)
- Midland in Stilfs. (1971)
- Der Italiener. (Guió per a una pel·lícula de Ferry Radax, 1971)
- Der Kulterer, (Guió, 1974)
- Die Ursache. Eine Andeutung. (1975)
- Korrektur. (Novel·la, 1975)
- Der Wetterfleck. (Contes, 1976)
- Der Keller. Eine Entziehung. (1976)
- Die Berühmten. (1976)
- Der Atem. Eine Entscheidung. (1978)
- Der Stimmenimitator. (1978)
- Ja. (1978)
- Vor dem Ruhestand. Eine Komödie von deutscher Seele. (1979)
- Die Erzählungen. (1979)
- Die Billigesser. (1980)
- Die Kälte. Eine Isolation. (1981)
- Ave Vergil. (1981)
- Ein Kind. (1982)
- Beton. (Novel·la, 1982)
- Wittgensteins Neffe. (Autobiografia, 1982)
- Der Untergeher. (Novel·la, 1983)
- Holzfällen. Eine Erregung. (Novel·la, 1984)
- Alte Meister. (Novel·la, 1985)
  - Publicat en forma de còmic per Nicolas Mahler, amb el títol Alte Meister. Komödie
- Auslöschung. Ein Zerfall. (Novel·la, 1986)
- Die Mütze. (Contes, 1986)
- In der Höhe. Rettungsversuch, Unsinn. (Publicat el 1989 però escrit el 1959, part de la novel·la inèdita Schwarzach St. Veit)

Teatre
- Ein Fest für Boris (1970)
- Der Ignorant und der Wahnsinnige (1972)
- Die Jagdgesellschaft (1974)
- Die Macht der Gewohnheit (1974)
- Der Präsident (1975)
- Die Berühmten (1976)
- Minetti. Ein Portrait des Künstlers als alter Mann (1977)
- Immanuel Kant (1978)
- Vor dem Ruhestand (1979)
- Der Weltverbesserer (1980)
- Ueber allen Gipfeln ist Ruh (1981)
- Am Ziel (1981)
- Der Schein trügt (1983)
- Der Theatermacher (1984)
- Ritter, Dene, Voss (1984)
- Einfach kompliziert (1986)
- Elisabeth II (1987)
- Heldenplatz  (1988)
- Der deutsche Mittagstisch. (1988)
- Claus Peymann kauft sich eine Hose und geht mit mir essen. Tres petits drames (1990)

## Traduccions al català
Poesia
- Nou salms. In hora mortis. Edició bilingüe. Traducció i epíleg de Ramon Farrés. Vic / Barcelona: Eumo / Cafè Central, 1995 ("Jardins de Samarcanda", 11).
- Sota el ferro de la lluna. Edició bilingüe. Traducció de Ramon Farrés. Palma: Lleonard Muntaner, 2011.

Teatre
- Minetti. Un retrat de l'artista vell. Traducció de Josep Murgades. Barcelona: Institut del Teatre, 1988.
- La força del costum. Traducció de Feliu Formosa. València: Tres i Quatre, 1989.
- A la meta. Traducció d'Eugeni Bou. Pròleg de Xavier Albertí. Barcelona: Institut del Teatre, 1994.
- Plaça dels Herois. Traducció de Feliu Formosa. Barcelona: Proa / TNC, 2000.
- El comediant. Traducció de Bernat Puigtobella. Barcelona: Edicions 62, 2002.
- Tres dramolette. Traducció d'Anna Soler Horta. Tarragona: Arola, 2007.
- Senzillament complicat. Traducció d'Anna Soler Horta. Palma: Lleonard Muntaner editor, 2013.
- El President. Traducció de Bernat Puigtobella. Tarragona: Arola Editors, 2014.

Narrativa i textos autobiogràfics
- El nebot de Wittgenstein. Traducció de Josep Murgades. Barcelona: Empúries, 1985.
- L'imitador de veus. Traducció de Josep Murgades. Barcelona: Empúries, 1985.
- Trasbals. Traducció de Núria Roig. Barcelona: Ediciones B, 1989.
- A les altures. Intent de salvació, bestieses. Traducció de Joan Fontcuberta i Gel. Barcelona: La Magrana / Edicions 62, 1990 ("Venècies", 26).
- L'origen. Una insinuació. Traducció de Jordi Ibáñez Fanés. Barcelona: Edhasa Clàssics Moderns, 1990.
- El malaguanyat. Traducció de Joan Fontcuberta i Gel. Barcelona: Proa, 1992 ("A tot vent", 300).
- L'origen. Traducció de Clara Formosa Plans. Pollença: Edicions del Salobre, 2008.
- El soterrani. Traducció de Clara Formosa Plans. Pollença: Edicions del Salobre, 2009.
- Mestres antics. Traducció de Clara Formosa Plans. Barcelona: Còmplices Editorial, 2011.
- L'alè. Traducció de Clara Formosa Plans. Pollença: El Gall Editor, 2012.
- El fred. Traducció de Clara Formosa Plans. Pollença: El Gall Edito, 2012.
- Un nen. Traducció de Clara Formosa Plans. Pollença: El Gall Editor, 2012.
- Els meus premis. Traducció de Clara Formosa Plans. Pollença: El Gall Editor, 2014.[3]
- Sí. Traducció de Clara Formosa Plans. Pollença: El Gall Editor, 2016.[4]
- L'imitador de veus. Traducció de Clara Formosa Plans. Pollença: El Gall Editor, 2017.
- El nebot de Wittgenstein. Traducció de Raül Garrigasait. Barcelona: Flâneur, 2018.
- Formigó [Beton, 1982]. Traducció de Clara Formosa Plans. Pollença: Quid Pro Quo (col. Narrativa, 17), 2020.